# Teudes
|  | Pel que fa al filòsof gnòstic mestre de Valentí vegeu Teudas (gnòstic). |

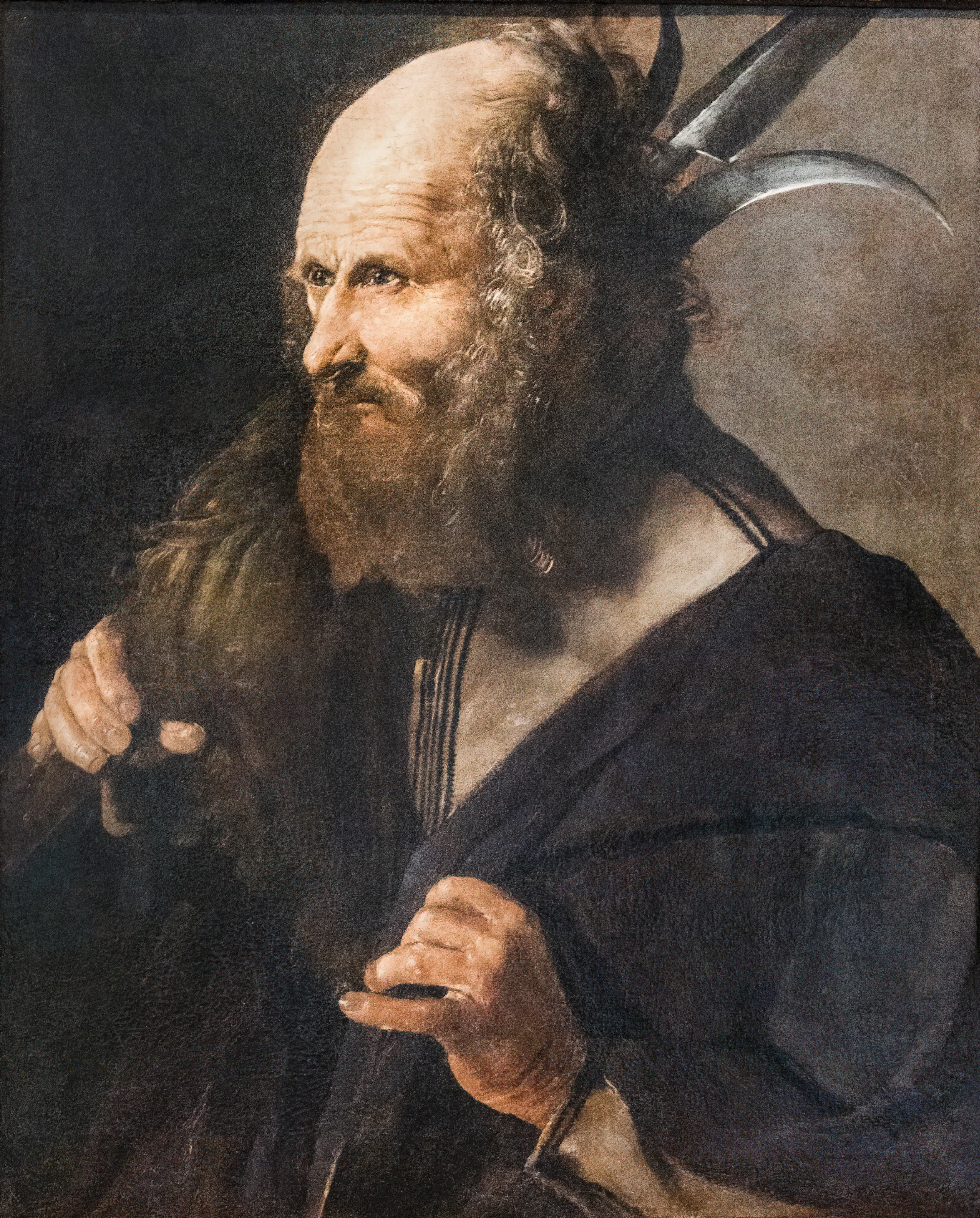
Judes Tadeu

Teudes, líder de tipus messiànic aparegut a Judea sota el procurador Cuspius Fadus (44-46 dC).
Teudes va persuadir un gran nombre de gent de seguir-lo al desert fins al riu Jordà. Deia que era un profeta i que per ordre seva el riu es dividiria i podrien travessar-lo. Fadus va atacar i matar alguns partidaris de Teudes i a Teudes mateix, el cap del qual fou portat a Jerusalem i exposat públicament.
«Quan Fadus era governador de Judea, un mag anomenat Teudes va convèncer a una gran multitud de què agafessin les seves riqueses i que el seguissin al riu Jordà. Deia que era profeta i que després de dividir el riu per ordre seva podrien travessar-lo fàcilment. Parlant així enganyà a molta gent. Però Fadus, no els va deixar gaudir de la seva bogeria. Envià contra ells una tropa de cavallers, que els sorprengué i van matar un gran nombre, en capturà molts amb vida i el mateix Teudes entre ells, a qui decapità i el seu cap l'envià a Jerusalem...» Flavi Josep.
Segons Robert Ambelain aquest Teudes era en realitat Judes Tadeu, un dels apòstols de Jesús.